# Nam dược thần hiệu
Nam dược thần hiệu (南藥神效) là tác phẩm băng chữ Nho của danh sư Tuệ Tĩnh, soạn vào thế kỷ 14 triều nhà Trần khi ông đi sứ sang Trung Hoa thời nhà Minh.
Nội dung là một cuốn sách về y học cổ truyền và những bài thuốc hay của Việt Nam. Tác phẩm này phản ảnh quan điểm Phật giáo vì Tuệ Tĩnh vốn đi tu và cổ động dùng vật liệu dược thảo của thuốc Nam thay vì thuốc Bắc vốn dùng cả động vật.
Nam dược thần hiệu tổng cộng có 11 cuốn, liệt kê các vị thuốc và 184 loại bệnh thông thường từ những bệnh truyền nhiễm đến thai nghén, phong thấp, v.v.
Tuy soạn vào thế kỷ 14 nhưng mãi đến năm 1717 thời Hậu Lê sách mới được dâng lên vua ngự lãm, và khắc in năm 1761.